# Der edle Pole
Der edle Pole (mn. die edlen Polen) – stereotyp (typ) literacki szlachetnego Polaka obecny w literaturze niemieckiej od czasu stłumienia powstania kościuszkowskiego do około połowy XIX wieku (1848 i Wiosna Ludów na ziemiach polskich).
Ckliwa postać polskiego powstańca-uchodźcy, honorowego, kulturalnego i kochliwego, była bliska nastrojom społeczeństwa niemieckiego, dopatrującego się w polskich zrywach niepodległościowych dążenia do demokratyzacji życia w Europie i wprowadzenia idei równościowych w miejsce tyranii. Po wydarzeniach Wiosny Ludów sympatie dla Polaków znacznie stopniały i powstańcy styczniowi nie byli już postrzegani tak honorowo i z sympatią. Do głosu doszedł niemiecki nacjonalizm, niechęć do wszystkiego co polskie i pogarda dla polskości, czego skrajnym przejawem było wyłonienie się takich nurtów, jak Ostmarkenliteratur. 
Postacie szlachetnych Polaków wykreowane zostały przez takich twórców jak:

- Wilhelm Hauff (Der Mann in Mond i nowela Othello z postacią Zronievsky'ego),
- Heinrich Heine (zbiór artykułów O Polsce),
- Franz Grillparzer (wiersz Warschau),
- Nikolas Lenau,
- Gustav Schwab,
- Julius Mosen (wiersz Walecznych tysiąc),
- Adelbert von Chamisso,
- Emanuel Geibel,
- Justinus Kerner,
- August von Platen,
- Georg Herwegh,
- Friedrich Hebbel,
- Karl Eduard von Holtei,
- Franz von Gaudy,
- Gottfried Keller,
- Heinrich Laube,
- Ferdinand Freiligrath[1].

Stereotypowi szlachetnego Polaka odpowiadał żeński stereotyp pięknej Polki (niem. die schöne Polin), mądrej i urodziwej, która w dobie Ostmarkenliteratur zachowała jedynie urodę i zmysłowość, stając się jednak niepohamowaną w swych namiętnościach, prymitywną psychicznie istotą.